# Parque nacional de Ruma

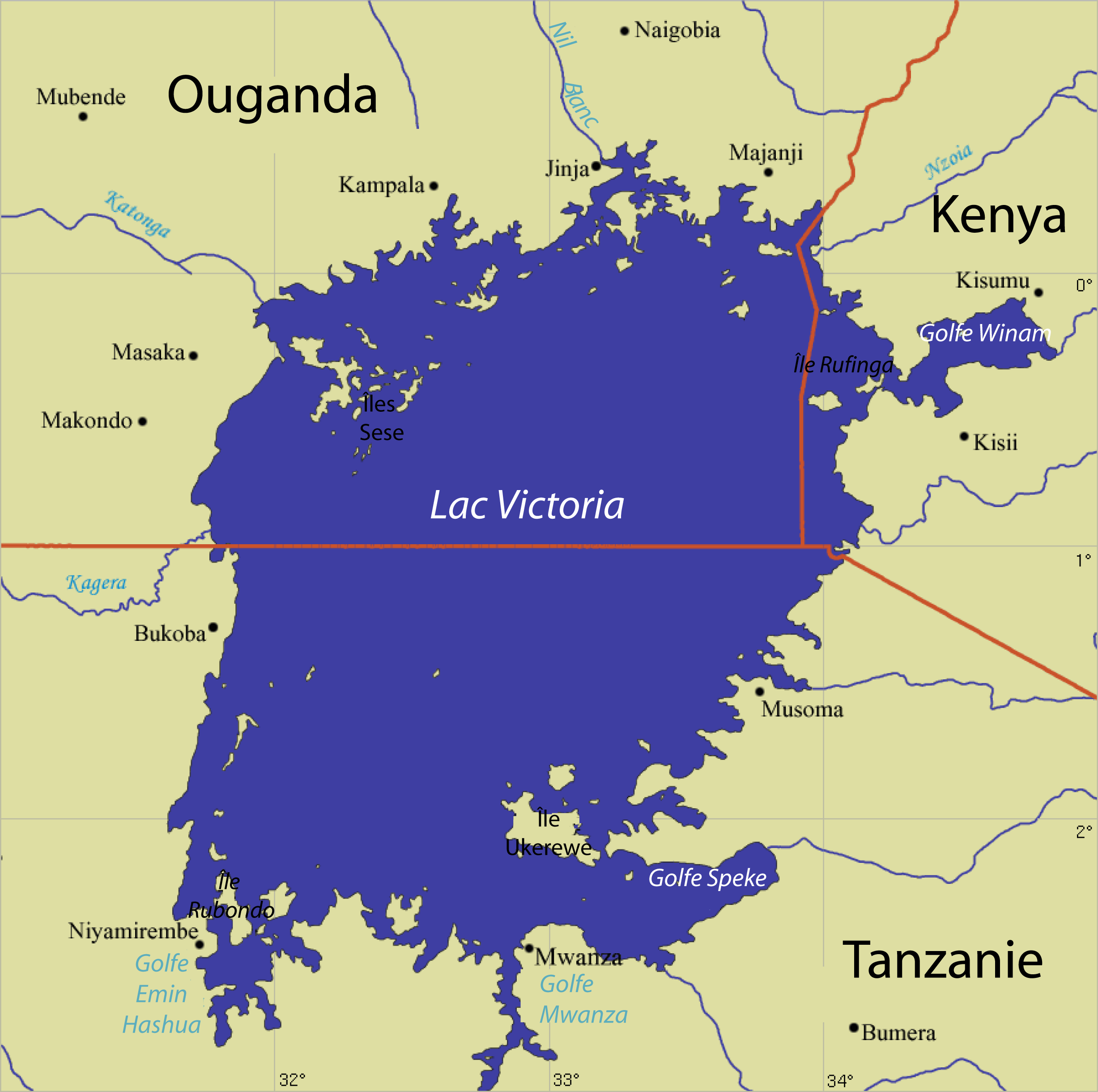
El lago Victoria. El golfo de Winam al noreste. El parque está al oeste de Kisii.

El Parque nacional de Ruma está situado en Kenia (Provincia de Nyanza) sobre un área de 12.000 hectáreas. En principio llamado Lambwe Valley Game Reserve en 1966, tomó después su nombre actual y se convirtió en parque nacional en 1983. Se encuentra a 140 km al suroeste de Kisumu, cerca de la costa del golfo de Winam en el (Lago Victoria) y accesible a partir de Homa Bay por una pista (C19) y luego una carretera asfaltada (C18). Es una región de bosques y matorrales abiertos dominados por acacias y balanites al este de Gembe y de las colinas de Gwasi en el valle de Lambwe.

## Fauna

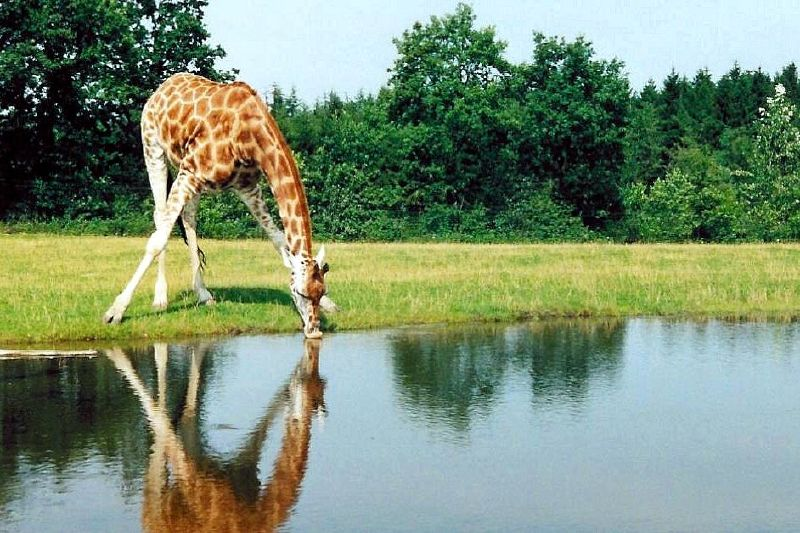
Jirafa de Rostchild (G.c. rostchildi) en el acto de beber.

Esta es la única área protegida de Kenia donde la especie amenazada de golondrina azul (Hirundo atrocaerulea), una especie migradora intra-africana rara, se ve periódicamente. Llegan a Ruma desde sus lugares de reproducción en Tanzania meridional hacia el mes de abril y se marchan en septiembre.El cisticola de dorso negro (presumiblemente una especie extinta en Kenia) también ha sido reseñada allí, pero sin evidencia científica real.
Hay una serie de mamíferos que se reproducen en el parque, pero la especie más notable es el antílope caballo (una especie rara en Kenia). Los adultos pueden pesar hasta 270 kg y vivir unos 15 años. También se incluyen el oribí, el antílope bohor y la jirafa Rothschild. El parque también es rico en avestruces, chimpancés e impalas. También se están realizando planes para reintroducir el rinoceronte blanco que había desaparecido de la región.

## Precauciones
El parque es uno de los pocos lugares en la provincia de Nyanza, donde se puede encontrar la mosca tsé-tsé.